# Stefan Łodzieski
Stefan Łodzieski (ur. 1882, zm. 24 kwietnia 1951) – polski piekarz, handlowiec i aktywista społeczny w Stanach Zjednoczonych, a także jeden z założycieli i prezes Instytutu Józefa Piłsudskiego w Ameryce.

## Biografia[1]
Urodził się w 1882 r. w Wierzbnie. W 1902 r. przybył do Stanów Zjednoczonych i osiadł w Lakewood (Ohio). Od 1911 r. prowadził własną piekarnię, którą z czasem rozwinął w sieć sklepów „Lakewood Bakery”.
Działał w Komitecie Obrony Narodowej i Komitecie Wykonawczym Szkół Dokształcających. Po zakończeniu I wojny światowej wspierał stowarzyszenie Polish Welfare Association, wydatnie wspomagając nowych emigrantów.
Był jednym z głównych organizatorów Komitetu Narodowego Amerykanów Polskiego Pochodzenia, piastował funkcję jednego z dyrektorów organizacji. W 1943 r. został skarbnikiem, a w latach 1946-1951 był wiceprezesem KNAPP. Ofiarnie wspierał działalność KANPP umożliwiając stałe wydawanie „Biuletynu Organizacyjnego KANPP” oraz finansował akcję zamieszczenia płatnych ogłoszeń w prasie amerykańskiej. Należał do założycieli Instytutu Józefa Piłsudskiego w 1943 r. Od grudnia tego roku był Członkiem Dożywotnim Instytutu, a w latach 1944-1951 jego prezesem. Parokrotnie wspomagał Instytut większymi donacjami. Zmarł 24 kwietnia 1951 r. w Cleveland i tam został pochowany.